# گاییوله
گاییوله (به ایتالیایی: Gagliole) یک کومونه در ایتالیا است که در استان ماچه‌راتا واقع شده‌است. گاییوله ۲۴٫۱ کیلومتر مربع مساحت و ۶۸۰ نفر جمعیت دارد و ۴۸۴ متر بالاتر از سطح دریا واقع شده‌است.